# Roberto Cherro
Roberto Eugenio Cerro (Buenos Aires, 23 de febrero de 1907-Quilmes, 10 de octubre de 1965), conocido como Roberto Cherro, fue un futbolista argentino que se desempeñaba en la posición de delantero. Es uno de los grandes goleadores de la historia del fútbol argentino.
Inició su carrera en Sportivo Barracas, para luego pasar por Ferro Carril Oeste y terminar en las filas del Club Atlético Boca Juniors. Allí logró destacarse durante muchos años, siendo parte fundamental del equipo, consiguiendo los primeros títulos profesionales para el club de la Ribera.
Es considerado uno de los grandes ídolos en la historia de la institución, y ocupa el segundo puesto en la lista de goleadores en partidos oficiales (223 tantos en 301 encuentros, promedio 0,74), solo por detrás de Martín Palermo (236 goles en 404 partidos, promedio 0,58).
Conquistó siete títulos y fue máximo goleador de la Primera División de Argentina en tres ocasiones: (1926, 1928 y 1930).

## Biografía
Apodado Cabecita de Oro, por su gran capacidad y efectividad en el juego aéreo. Goleador, muy hábil y veloz, a pesar de su gran físico. Los medios periodísticos de su época lo describían como "el virtuoso malabarista del fútbol". Fue desde 1935 hasta 2010, el máximo goleador de Boca Juniors.
Se decía que era rápido mentalmente para resolver las jugadas. Muy querido en Boca y convertido en ídolo por los simpatizantes. Su verdadero apellido era Cerro, que por su origen italiano se pronuncia Cherro, y así quedó en la historia del fútbol. Surgido en la época amateur, iniciado en Sportivo Barracas, pasó por Ferro Carril Oeste para instalarse en 1926 en Boca, hasta que dejó la actividad en 1938.
Fue goleador de la liga argentina en 3 ocasiones: 1926 (22 tantos), 1928 (32 tantos) y 1930 (37 tantos).
Su capacidad pronto lo llevó a la Selección, en la que jugó 16 partidos convirtiendo 12 goles (promedio 0,75). Fue clave con sus goles y su juego en el equipo olímpico que obtuvo la medalla de plata en Ámsterdam 1928. Por una lesión en la semifinal no pudo integrar el equipo que perdió 2 a 1 en la definición con los uruguayos.
Al año siguiente, fue parte del equipo argentino que conquistó la Copa América 1929, disputada en Argentina. También integró el plantel en el primer Mundial, realizado en Montevideo en 1930. Jugó el primer cotejo, que ganó Argentina ante Francia por 1 a 0 (gol de Luis Monti). Varias veces campeón con Boca, sobresalió entre muchos grandes jugadores.
Al dejar el fútbol activo, se dedicó a comentarlo por radio en numerosos programas, y hasta integró el equipo del recordado Fioravanti.

### Participaciones en la Copa del Mundo
| Mundial              | Sede    | Resultado  | Partidos | Goles |
| -------------------- | ------- | ---------- | -------- | ----- |
| Copa Mundial de 1930 | Uruguay | Subcampeón | 1        | 0     |

### Participaciones en la Copa América
| Copa              | Sede      | Resultado | Partidos | Goles |
| ----------------- | --------- | --------- | -------- | ----- |
| Copa América 1929 | Argentina | Campeón   | 2        | 1     |
| Copa América 1937 | Argentina | Campeón   | 4        | 0     |

## Goles en Boca Juniors

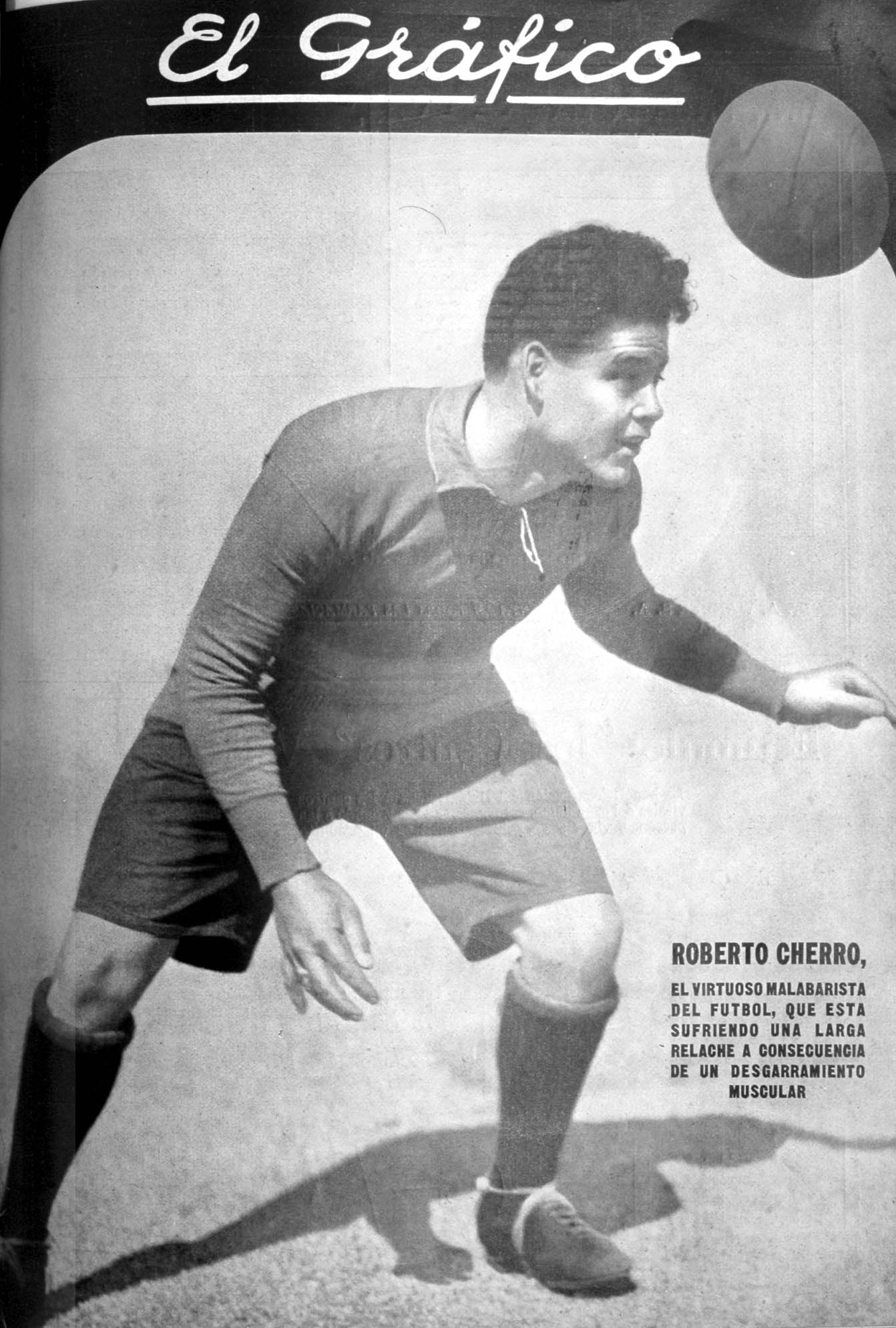
Roberto Cherro, tapa de El Gráfico en 1929. Allí es descrito como "el virtuoso malabarista del fútbol".

Roberto Cherro fue, hasta ser luego superado por Martín Palermo (quien lo alcanzó el 2 de marzo de 2010), el jugador con mayor cantidad de goles convertidos en el Club Atlético Boca Juniors, gracias a sus 218 tantos logrados en 301 partidos válidos disputados en torneos oficiales (prom. 0,72), 112 de ellos en el amateurismo (en 117 partidos) y 106 en el profesionalismo (en 184 cotejos).
Cherro convirtió tres goles más (2 a El Porvenir, el 9 de mayo de 1926, y 1 a Temperley el 22 de agosto de 1926), pero estos partidos fueron luego anulados por la Asociación Argentina de Football cuando, antes de finalizar el torneo, esos dos clubes, al igual que Colegiales, All Boys, Chicago y Sportivo Barracas, se desafiliaron de la liga. Por tratarse de partidos anulados, la mayoría de los historiadores no contabilizan los goles convertidos en los mismos, como goles oficiales válidos. Una minoría de historiadores incluyen en sus estadísticas los encuentros anulados en 1926 y los goles convertidos en ellos, aunque sin aclarar las circunstancias ni explicar las razones de su inclusión.
Cabe destacar que sumando los partidos anulados y los no oficiales en Boca, convirtió un total de 283 goles en 385 partidos (promedio de 0,74). De esta manera, es el jugador que más tantos (oficiales o no) marcó en la historia del club.
| Goles de Roberto Cherro en Boca Juniors |          |       |          |
| Competencias                            | Partidos | Goles | Promedio |
| Era Amateur                             | 115      | 110   | 0,956    |
| Era Profesional                         | 173      | 100   | 0,578    |
| No regulares                            | 13       | 8     | 0,615    |
| Total                                   | 301      | 2181  | 0,724    |
| Encuentros anulados                     | 4        | 3     | 0,750    |
| Amistosos                               | 80       | 62    | 0,775    |
| Total alternativo                       | 385      | 2831  | 0,735    |

## Clubes
| Club              | País      | Año       |
| ----------------- | --------- | --------- |
| Sportivo Barracas | Argentina | 1924      |
| Quilmes           | Argentina | 1924      |
| Ferro             | Argentina | 1925      |
| Boca Juniors      | Argentina | 1926-1932 |
| Sportivo Barracas | Argentina | 1932      |
| Boca Juniors      | Argentina | 1933-1938 |

## Estadísticas
Datos actualizados al fin de la carrera deportiva.
| Sportivo Barracas Argentina |               |               |     |     |    |     |     |      |      |
| 1.ª | 1924          | 10            | 6   | -   | -  | 10  | 6   | 0,60 |      |
| 1.ª | 1932 AFAP     | 11            | 9   | -   | -  | 11  | 9   | 0,81 |      |
| Total club | Total club    | 21            | 15  | 0   | 0  | 21  | 15  | 0,71 |      |
| Quilmes Argentina |               |               |     |     |    |     |     |      |      |
| 1.ª | 1924          | 9             | 2   | 1   | 3  | 10  | 5   | 0,50 |      |
| Total club | Total club    | 9             | 2   | 1   | 3  | 10  | 5   | 0,50 |      |
| Ferro Carril Oeste Argentina |               |               |     |     |    |     |     |      |      |
| 1.ª | 1925          | 24            | 4   | 2   | 0  | 26  | 4   | 0,15 |      |
| Total club | Total club    | 24            | 4   | 2   | 0  | 26  | 4   | 0,15 |      |
| Boca Juniors Argentina |               |               |     |     |    |     |     |      |      |
| 1.ª | 1926          | 16            | 19  | 3   | 2  | 19  | 21  | 1,10 |      |
| 1.ª | 1927          | 23            | 14  | -   | -  | 23  | 14  | 0,60 |      |
| 1.ª | 1928          | 28            | 32  | -   | -  | 28  | 32  | 1,14 |      |
| 1.ª | 1929          | 12            | 8   | -   | -  | 12  | 8   | 0,67 |      |
| 1.ª | 1930          | 34            | 37  | -   | -  | 34  | 37  | 1,08 |      |
| 1.ª | 1931          | 30            | 19  | -   | -  | 30  | 19  | 0,63 |      |
| 1.ª | 1932          | 18            | 12  | 7   | 5  | 25  | 17  | 0,68 |      |
| 1.ª | 1933          | 20            | 7   | 4   | 1  | 24  | 8   | 0,33 |      |
| 1.ª | 1934          | 33            | 22  | -   | -  | 33  | 22  | 0,67 |      |
| 1.ª | 1935          | 27            | 15  | -   | -  | 27  | 15  | 0,56 |      |
| 1.ª | 1936          | 8             | 3   | -   | -  | 8   | 3   | 0,56 |      |
| 1.ª | 1937          | 33            | 20  | -   | -  | 33  | 20  | 0,60 |      |
| 1.ª | 1938          | 4             | 1   | -   | -  | 4   | 1   | 0,25 |      |
| Total club | Total club    | 286           | 209 | 14  | 8  | 300 | 218 | 0,72 |      |
| Total carrera | Total carrera | Total carrera | 340 | 230 | 17 | 11  | 357 | 241  | 0,67 |
| (1) Incluye datos de la Copa de la Competencia de la Asociación Amateurs (1924, 1925); Copa Dr. Carlos Ibarguren (1924); Copa Estímulo (1926); Campeonato Porteño (1926); Copa Beccar Varela (1932, 1933); Copa de Competencia de Primera División (1933). (2) No incluye goles en partidos amistosos. |               |               |     |     |    |     |     |      |      |

### Selección nacional
| Selección | Año   | Amistoso | Amistoso | Copa América | Copa América | Copa Mundial | Copa Mundial | Juegos Olímpicos | Juegos Olímpicos | Total | Total |
| Selección | Año   | PJ       | G        | PJ           | G            | PJ           | G            | PJ               | G                | PJ    | G     |
| --------- | ----- | -------- | -------- | ------------ | ------------ | ------------ | ------------ | ---------------- | ---------------- | ----- | ----- |
| Argentina | 1926  | -        | -        | 4            | 3            | -            | -            | -                | -                | 4     | 3     |
| Argentina | 1928  | 1        | 0        | -            | -            | -            | -            | 3                | 4                | 4     | 4     |
| Argentina | 1929  | -        | -        | 2            | 1            | -            | -            | -                | -                | 2     | 1     |
| Argentina | 1930  | -        | -        | -            | -            | 1            | 0            | -                | -                | 1     | 0     |
| Argentina | 1932  | 1        | 1        | -            | -            | -            | -            | -                | -                | 1     | 1     |
| Argentina | 1933  | 1        | 4        | -            | -            | -            | -            | -                | -                | 1     | 4     |
| Argentina | 1937  | -        | -        | 3            | 0            | -            | -            | -                | -                | 3     | 0     |
| Total     | Total | 3        | 5        | 9            | 4            | 1            | 0            | 3                | 4                | 16    | 13    |

## Palmarés

### Campeonatos nacionales
| Título                | Equipo            | País      | Año  |
| --------------------- | ----------------- | --------- | ---- |
| Copa Ibarguren        | Boca Juniors      | Argentina | 1924 |
| Primera División      | Boca Juniors      | Argentina | 1926 |
| Copa Estímulo         | Boca Juniors      | Argentina | 1926 |
| Primera División      | Boca Juniors      | Argentina | 1930 |
| Primera División      | Boca Juniors      | Argentina | 1931 |
| Primera División AFAP | Sportivo Barracas | Argentina | 1932 |
| Primera División      | Boca Juniors      | Argentina | 1934 |
| Primera División      | Boca Juniors      | Argentina | 1935 |

### Campeonatos internacionales
| Título           | Equipo              | Sede      | Año  |
| ---------------- | ------------------- | --------- | ---- |
| Juegos Olímpicos | Selección Argentina | Ámsterdam | 1928 |
| Copa América     | Selección Argentina | Argentina | 1929 |
| Copa América     | Selección Argentina | Argentina | 1937 |

### Distinciones individuales
| Distinción                                                  | Año  |
| ----------------------------------------------------------- | ---- |
| Máximo goleador de la Primera División Argentina (22 goles) | 1926 |
| Máximo goleador de la Primera División Argentina (32 goles) | 1928 |
| Máximo goleador de la Primera División Argentina (37 goles) | 1930 |